# 'Ali Sultan
'Ali Sultan, noto anche come 'Ali Khalil (... – 1342), è stato un condottiero mongolo, khan del Khanato Chagatai nel 1342.

## Biografia
Era un lontano discendente di Kadan, a sua volta figlio del secondo khaghan Ögödei.
Alcune fonti storiche affermano che Sultan tentò di impossessarsi del trono di Chagatai già nel 1338, poco dopo l'incoronazione di Yesun Temür. Rimase un suo aspro rivale sino al 1342, quando uccise e usurpò il khan dopo aver assalito il palazzo reale. Egli si contraddistinse come il primo e unico khan di Chagatai appartenente al ramo ogodeide sin dai regni di Kaidu e di suo figlio Chapar. Fervente musulmano, durante il suo breve regno perseguitò i fedeli di altre religioni e diede inizio all'islamizzazione dei mongoli all'interno dell'ulus.
La sua raffigurazione è presente nella chiesa di San Francesco. lavoro di Ambrogio Lorenzetti del 1342 nel Martirio dei francescani ad Almaliq. Il dipinto lo raffigura seduto su di un trono con una spada in mano. accanto a lui sei soldati provenienti anche da altre regioni, mentre davanti a lui vi sono i sei frati martirizzati per suo ordine.
Morì in circostanze sconosciute nel 1342, quando fu sostituito al trono da Muhammad I ibn Pulad.